# Hrabstwo Knox (Illinois)

Piramida wieku hrabstwa

Hrabstwo Knox – hrabstwo w USA, w stanie Illinois, według spisu z 2000 roku liczba ludności wynosiła 55 836. Siedzibą hrabstwa jest Galesburg.

## Geografia
Według spisu hrabstwo zajmuje powierzchnię 1864 km², z czego  1855 km² stanowią lądy, a 9 km² (0,48%) stanowią wody.

### Sąsiednie hrabstwa
- Hrabstwo Henry – północ
- Hrabstwo Stark – wschód
- Hrabstwo Peoria – południowy wschód

Stan Illinois na mapie USA

- Hrabstwo Fulton – południe
- Hrabstwo Warren – zachód
- Hrabstwo Mercer – północny zachód

## Historia
Początkowo Hrabstwo Knox nie należało do terytorium stanu Illinois. W 1790 roku ziemia, która miała zostać wcielona do stanu, została podzielona na dwa hrabstwa St. Clair i Knox. Druga część planowo miała stanowić terytorium stanu Indiana. Kiedy formowało się hrabstwo Knox z tych dwóch części w 1809 roku, ponownie podzielono terytoria stany nadając im nowe nazwy.
Oficjalnie hrabstwo Knox zostało utworzone w 1825 roku z terytorium hrabstwa Fulton. Swoją nazwę przybrało na cześć Henry'ego Knoxa, pierwszego sekretarza wojny Stanów Zjednoczonych

## Demografia
Według spisu z 2000 roku hrabstwo zamieszkuje 55 836 osób, które tworzą 22 056 gospodarstw domowych oraz 14 424 rodzin. Gęstość zaludnienia wynosi 30 osób/km². Na terenie hrabstwa jest 23 717 budynków mieszkalnych o częstości występowania wynoszącej 13 budynków/km². Hrabstwo zamieszkuje 89,86% ludności białej, 6,29% ludności czarnej, 0,19% rdzennych mieszkańców Ameryki, 0,69% Azjatów, 0,01% mieszkańców Pacyfiku, 1,57% ludności innej rasy oraz 1,39% ludności wywodzącej się z dwóch lub więcej ras, 3,40% ludności to Hiszpanie, Latynosi lub inni.
W hrabstwie znajduje się 22 056 gospodarstw domowych, w których 27,70% stanowią dzieci poniżej 18 roku życia mieszkający z rodzicami, 51,40% małżeństwa mieszkające wspólnie, 10,60% stanowią samotne matki oraz 34,60% to osoby nie posiadające rodziny. 29,60% wszystkich gospodarstw domowych składa się z jednej osoby oraz 14,10% żyje samotnie i ma powyżej 65 roku życia. Średnia wielkość gospodarstwa domowego wynosi 2,33 osoby, a rodziny wynosi 2,87 osoby.
Przedział wiekowy populacji hrabstwa kształtuje się następująco: 22,00% osób poniżej 18 roku życia, 9,80% pomiędzy 18 a 24 rokiem życia, 26,50% pomiędzy 25 a 44 rokiem życia, 24,10% pomiędzy 45 a 64 rokiem życia oraz 17,50% osób powyżej 65 roku życia. Średni wiek populacji wynosi 39 lat. Na każde 100 kobiet przypada 99,20 mężczyzn. Na każde 100 kobiet powyżej 18 roku życia przypada 96,60 mężczyzn.
Średni dochód dla gospodarstwa domowego wynosi 35 407 USD, a średni dochód dla rodziny wynosi 44 010 dolarów. Mężczyźni osiągają średni dochód w wysokości 32 151 dolarów, a kobiety 21 662 dolarów. Średni dochód na osobę w hrabstwie wynosi 17 985 dolarów. Około 7,70% rodzin oraz 11,10% ludności żyje poniżej minimum socjalnego, z tego 16,80% poniżej 18 roku życia oraz 6,00% powyżej 65 roku życia.

## Miasta
- Abingdon
- Galesburg
- Knoxville
- Oneida

## Wioski
- Altona
- East Galesburg
- Henderson
- Maquon
- Rio
- St. Augustine
- Victoria
- Wataga
- Williamsfield
- Yates City

## CDP
- Oak Run
- Gilson